# İsmail Yüksek
İsmail Yüksek (Nicea, 26 de enero de 1999) es un futbolista profesional turco que juega como mediocampista en el Fenerbahçe S. K. de la Superliga de Turquía y en la selección nacional turca.

## Selección nacional

### Participaciones en Eurocopas
| Copa          | Sede     | Resultado        | Partidos | Goles |
| ------------- | -------- | ---------------- | -------- | ----- |
| Eurocopa 2024 | Alemania | Cuartos de final | 3        | 0     |

## Clubes
| Club                       | País    | Año       |
| -------------------------- | ------- | --------- |
| Gölcükspor                 | Turquía | 2018-2020 |
| Fenerbahçe S. K.           | Turquía | 2020-act. |
| → Balıkesirspor (cedido)   | Turquía | 2020-2021 |
| → Adana Demirspor (cedido) | Turquía | 2021      |
| → Bursaspor (cedido)       | Turquía | 2021-2022 |

## Palmarés

### Títulos nacionales
| Título          | Club             | País    | Año  |
| --------------- | ---------------- | ------- | ---- |
| Copa de Turquía | Fenerbahçe S. K. | Turquía | 2023 |